# Christian Friedrich von der Mosel
Christian Friedrich Freiherr von der Mosel (* 1779; † 1858) war ein deutscher Gutsbesitzer, Politiker und Verwaltungsbeamter.

## Leben
Christian Friedrich von der Mosel studierte Rechtswissenschaften an der Friedrich-Alexander-Universität und der Friedrichs-Universität Halle. 1799 wurde er Mitglied der Erlanger Westfalen und des Corps Guestphalia Halle. Er wurde Bürgermeister von Kleve. Als solcher wurde er 1816 Landrat des Kreises Kleve. Das Amt hatte er über drei Jahrzehnte bis 1846 inne.

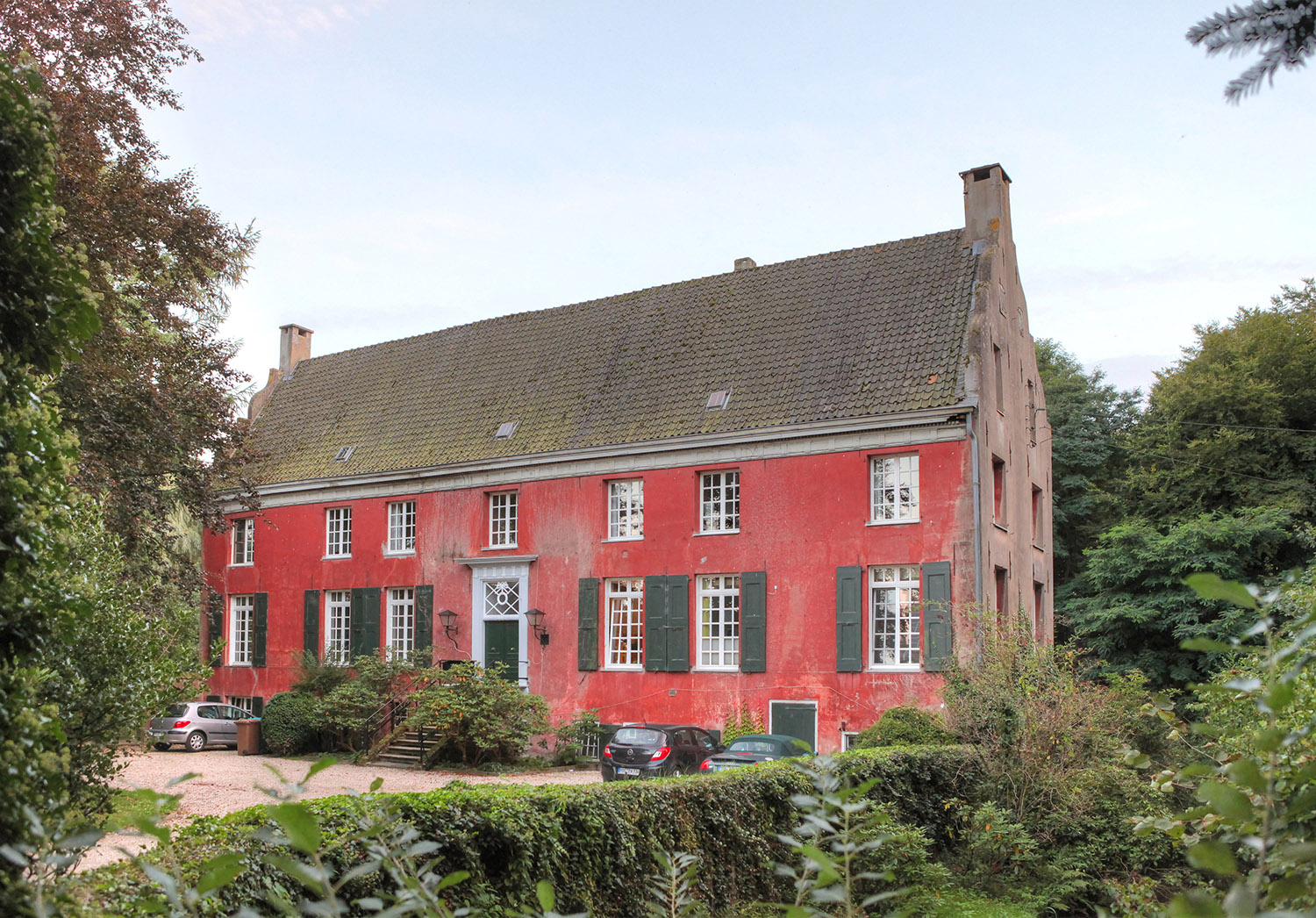
Haus Rosendal

Von der Mosel war Besitzer des Gutes Rosendal in der Ortschaft Hasselt in der heutigen Gemeinde Bedburg-Hau. Er war verheiratet mit Amalie Kopstadt, einer Nichte des Essener Oberbürgermeisters Johann Conrad Kopstadt.